# Stefano Gobatti
Stefano Gobatti (Bergantino, 5 luglio 1852 – Bologna, 17 dicembre 1913) è stato un compositore italiano.
Gobatti fu un indubbio protagonista sulla scena musicale ottocentesca tardoromantica, ma costituisce ancora oggi un caso clamoroso nella storia della musica. Molto acclamato in vita dal 1870, oggi è stato quasi del tutto dimenticato.

## Biografia

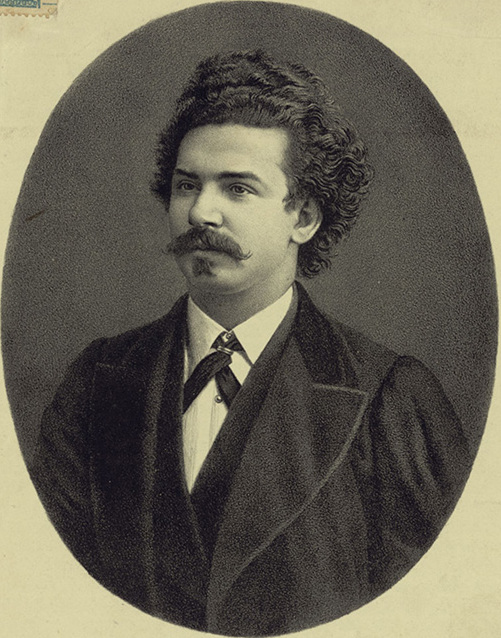
Ritratto di Stefano Gobatti

Nasce nel 1852 a Bergantino in provincia di Rovigo da una povera e umile famiglia contadina. Subito appassionato seguì la strada dello studio della musica ottenendo immediatamente grandi risultati. Arrivò infatti alla scuola dei maestri Alessandro Busi e Lauro Rossi. A soli diciotto anni musicò, per esercizio di composizione, un'opera dal titolo I Goti che fu messa in scena il 30 novembre 1873 al Teatro Comunale di Bologna. L'opera ebbe un successo senza precedenti e suscitò tanti consensi da venire ricordata dagli storici come uno dei più grandi trionfi della storia del melodramma. Nel breve giro di poche settimane infatti il musicista appena ventenne ottenne gloria e onori: ebbe la Cittadinanza onoraria della città di Bologna, come Verdi; la nomina a socio d'onore dell'Accademia Filarmonica di Bologna, come Wagner; la nomina a cavaliere della Corona d'Italia concessa dal Re Vittorio Emanuele II. Giosuè Carducci stesso magnificava il giovane maestro promettendogli addirittura un libretto: «Salute e trionfo al giorno in cui Stefano Gobatti segnerà dell'impronta sua la prossima evoluzione dell'arte musicale in Italia».
Mentre però l'opera I Goti otteneva consensi nei più importanti teatri d'Italia, si cominciò a tramare alle spalle dell'inesperto maestro, che dal Polesine era entrato nell'ambiente intellettuale e artistico bolognese, in anni di esaltata passione operistica, di accesi antagonismi, di esaltanti trionfi e di inesorabili cadute, spesso giocate a tavolino. Fu soprattutto preda delle Case Musicali e dei loro interessi prettamente economici e così le sue opere successive, Luce (1875 a Bologna diretta da Emilio Usiglio con Teresina Brambilla, Erminia Borghi-Mamo ed Italo Campanini (tenore) e 1876 al Teatro alla Scala di Milano) e Cordelia (1881 al Teatro Comunale di Bologna diretta da Luigi Mancinelli), furono inevitabilmente segnate da contrastanti avversità.
Gobatti, deluso, si amareggiò sempre più, sopravvivendo in una situazione di estrema povertà, mantenendosi con l'insegnamento del canto presso le scuole elementari, cosa che gli riservava almeno qualche piccola soddisfazione. Fu costretto a chiedere ospitalità, che trovò presso il convento francescano dell'Osservanza, sulle prime colline alle spalle della città di Bologna. Tuttavia, se le difficoltà progressivamente compromisero la sua salute, l'isolamento ne incentivò l'attività compositiva. Scrisse musica sacra e da camera; operò una revisione de I Goti, progettandone anche una versione francese, sperando che l'opera che lo aveva reso noto fosse anche motivo di riscatto; scrisse Massias, una nuova opera. Tutte queste partiture, però, quasi mai sono state esaminate dai critici in tempi più recenti, né ne sono state allestite esecuzioni, così che i giudizi scritti successivamente sulla sua opera sono poco più che una ripresa delle valutazioni formulate nella seconda metà dell'Ottocento, in un periodo di forte transizione e confusione del gusto musicale. 
Massone, dopo il 1885 fu membro effettivo della Loggia Otto agosto di Bologna.
I Goti tornò in scena con successo nell'estate 1898 al Politeama D'Azeglio di Bologna e nell'inverno 1899 al Teatro Vittorio Emanuele II di Messina, ma senza ulteriore seguito.
Il Massias fu scritto tra il 1905 e il 1912, ormai fuori da ogni aspettativa di rappresentazione, solo per esigenza di esprimersi attraverso la musica. L'opera tratta la delicata storia del trovatore galiziano Macías, vissuto nel XIV secolo. «Molte persone assai influenti si interessarono per portare sulle scene la nuova opera di Gobatti, già completamente strumentata, ma si scontrarono contro le diffidenze del Maestro, che era vissuto troppo appartato per rientrare nella vita tumultuosa del teatro. Quei pochi che poterono privatamente ascoltare la musica di Massias, assicuravano che essa era veramente bella e che costituiva, senza dubbio, il testamento spirituale del Maestro».
Morì il 17 dicembre del 1913, dimenticato da tutti.
Fu sepolto nel Cimitero monumentale della Certosa di Bologna, accanto a quelli che furono i suoi veri e fedeli amici: Giosuè Carducci ed Enrico Panzacchi.
A cento anni dalla morte gli è stata dedicata una lapide sulla facciata della casa che abitò, in Via Mascarella 13.
La sua produzione artistica attende ancora una valutazione complessiva ed equilibrata: il "Caso Gobatti" rimane aperto.

## Opere

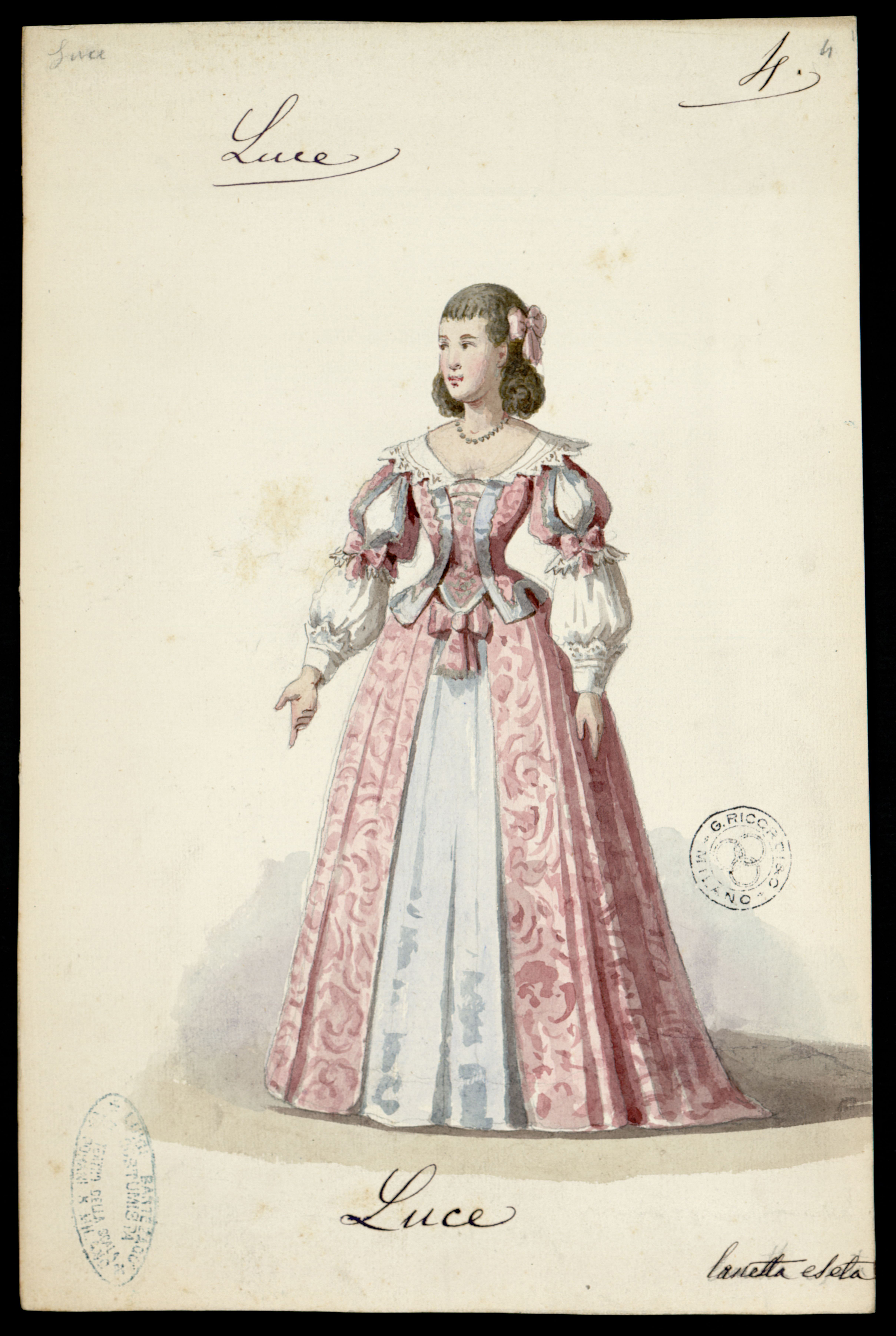
Luce, figurino per Luce atto 2 (1875).
Archivio Storico Ricordi

- Agamennon
- Amalasunta cambiato poi ne I Goti
- Luce
- Cordelia
- Massias

## Onorificenze
- Cittadinanza onoraria di Bologna, 4 dicembre 1873[9].